# Oncotheca
Oncotheca és l'únic gènere de plantes angiospermes de la família monotípica de les oncotecàcies (Oncothecaceae). Els resultats de les anàlisis filogenètiques recents indiquen que també caldria reconèixer un ordre específic montípic, el de les oncotecals (Oncothecales). Són plantes natives i endèmiques de l'illa de Nova Caledònia.

## Descripció
Són arbres de fulla perenne que poden atènyer els 30 m d'altura, i alternada que contenen cristalls d'oxalat de calci. Les flors tenen cinc sèpals i una corol·la amb cinc pètals soldats, l'androceu és format per cinc estams i el gineceu per cinc pistils amb ovari súper. El fruit és una drupa.

## Taxonomia
El gènere Oncotheca va ser publicat per primer cop l'any 1891 a la revista Bulletin Mensuel de la Société Linnéenne de Paris pel botànic francès Henri Ernest Baillon (1827-1895). La primera publicació vàlida de la família de les oncotecàcies va ser feta pel botànic anglès Herbert Kenneth Airy Shaw l'any 1965 a la revista Kew Bulletin. L'ordre de les oncotecals va ser publicar per primer cop l'any 2001 pel botànic rus Aleksandr Borissovitx Doweld (Александр Борисович Доуэльд) a l'obra Prosyllabus Tracheophytorum. Tentamen Systematis Plantarum Vascularium (Tracheophyta).

### Espècies
Dins del gènere Oncotheca es reconeixen les dues espècies següents:
- Oncotheca balansae Baill.
- Oncotheca humboldtiana (Guillaumin) Morat & Veillon

## Història taxonòmica
En els sistema de classificació filogenètic APG II les oncotecàcies eren dins el clade dels Euasterids II sense assignar a cap ordre en concret.
En el sistema Cronquist s'ubicava en l'ordre Theales.